# Liste der Waldgesellschaften in Deutschland
Die Liste der Waldgesellschaften in Deutschland wurde der Roten Liste gefährdeter Pflanzengesellschaften Deutschlands (Rennwald 2000) entnommen, die alle in Deutschland vorkommenden Pflanzengesellschaften enthält.
Es wurde dabei nur die Pflanzenformation XI = Waldgesellschaften berücksichtigt.
Diese Formation hat fünf Klassen:
- Erlen-Bruchwälder - Alnetea glutinosae Br.-Bl. et Tx. ex Westhoff et al. 1946
- Schneeheide-Kiefern-Wälder - Erico-Pinetea Horvat 1959
- Heidekraut-Kiefern- und Fichten-Nadelwälder - Vaccinio-Piceetea Br.-Bl. in Br.-Bl. et al. 1939
- Sumpfheidelbeeren-Moor-Birken-Moorwälder - Vaccinio uliginosi-Pinetea sylvestris Passarge et Hofmann 1968
- Eurosibirische Eichen-Buchen-Falllaubwälder - Querco-Fagetea Br.-Bl. et Vlieger in Vlieger 1937

Die Liste wurde in diese Klassen unterteilt.
Zu jeder Pflanzengesellschaft ist ein Bild, ihre Ordnung, ihr Verband, ihr synsystematischer Rang, ihr deutscher Name, ihr wissenschaftlicher Name und ihr Gefährdungsgrad (Spalte: G) in jeweils einer Spalte angegeben.
Rang:
- FOR = Formation
- KLA = Klasse
- ORD = Ordnung
- VRB = Verband
- ASS = Assoziation

Gefährdungsgrad:
- 0 = Ausgestorben oder verschollen
- 1 = Vom Aussterben bedroht
- 2 = Stark gefährdet
- 3 = Gefährdet
- G = Gefährdung anzunehmen
- R = Extrem selten
- V = Zurückgehend, Art der Vorwarnliste
- * = derzeit nicht gefährdet
- D = Daten zu Verbreitung und Gefährdung ungenügend[3]

Die Pflanzengesellschaften in dieser Liste sollten bevorzugt auf Artikel über die gesamte jeweilige Pflanzengesellschaft verlinkt werden, nicht auf einzelne Vertreter der Pflanzengesellschaft.

## Erlen-Bruchwälder
| Bild                        | Ordnung           | Verband           | Rang | Deutscher Name                   | wissenschaftlicher Name                               | G |
| --------------------------- | ----------------- | ----------------- | ---- | -------------------------------- | ----------------------------------------------------- | - |
|                             | Erlen-Bruchwälder |                   | ORD  | Erlen-Bruchwälder                | Alnetalia glutinosae Tx. 1937                         |   |
|                             | Erlen-Bruchwälder |                   | ASS  | Himbeeren-Schwarzerlen-Bruchwald | Rubus idaeus-Alnus glutinosa-Gesellschaft             | * |
| Erlenbruchwald Schwaanhavel | Erlen-Bruchwälder | Erlen-Bruchwälder | VRB  | Erlen-Bruchwälder                | Alnion glutinosae Malcuit 1929                        |   |
|                             | Erlen-Bruchwälder | Erlen-Bruchwälder | ASS  | Erlen-Bruchwaldbasalgesellschaft | Alnion glutinosae-Basalgesellschaft                   | D |
|                             | Erlen-Bruchwälder | Erlen-Bruchwälder | ASS  | Walzenseggen-Erlen-Bruchwald     | Carici elongatae-Alnetum glutinosae Schwickerath 1933 | 2 |
|                             | Erlen-Bruchwälder | Erlen-Bruchwälder | ASS  | Torfmoos-Erlen-Bruchwald         | Sphagno palustris-Alnetum Allorge ex Lemée 1939       | 2 |

## Schneeheide-Kiefern-Wälder
| Bild | Ordnung                    | Verband                      | Rang | Deutscher Name                               | wissenschaftlicher Name                                                     | G |
| ---- | -------------------------- | ---------------------------- | ---- | -------------------------------------------- | --------------------------------------------------------------------------- | - |
|      | Schneeheide-Kiefern-Wälder |                              | ORD  | Schneeheide-Kiefern-Wälder                   | Erico-Pinetalia Horvat 1959                                                 |   |
|      | Schneeheide-Kiefern-Wälder | Schneeheide-Kiefern-Wälder   | VRB  | Schneeheide-Kiefern-Wälder                   | Erico-Pinion sylvestris Br.-Bl. in Br.-Bl. et al. 1939 nom. invers. propos. |   |
|      | Schneeheide-Kiefern-Wälder | Schneeheide-Kiefern-Wälder   | ASS  | Buntreitgras-Kiefern-Wald                    | Calamagrostio variae-Pinetum sylvestris Oberd. (1950) 1957                  | V |
|      | Schneeheide-Kiefern-Wälder | Schneeheide-Kiefern-Wälder   | ASS  | Mesophiler Mergelrutschhang-Bergkiefern-Wald | Cephalanthera longifolia-Pinus mugo-Gesellschaft                            | R |
|      | Schneeheide-Kiefern-Wälder | Schneeheide-Kiefern-Wälder   | ASS  | Pfeifengras-Kiefern-Wald                     | Molinia arundinacea-Pinus sylvestris-Gesellschaft                           | * |
|      | Schneeheide-Kiefern-Wälder | Schneeheide-Kiefern-Wälder   | ASS  | Bergleinblatt-Kiefern-Wald                   | Thesium bavarum-Pinus sylvestris-Gesellschaft                               | 3 |
|      | Schneeheide-Kiefern-Wälder | Schneeheide-Kiefern-Wälder   | ASS  | Ochsenaugen-Kiefern-Wald                     | Buphthalmum salicifolium-Pinus sylvestris-Gesellschaft                      | 2 |
|      | Schneeheide-Kiefern-Wälder | Schneeheide-Kiefern-Wälder   | ASS  | Wiesenknopf-Waldkiefern-Steilhangwald        | Sanguisorba minor-Pinus sylvestris-Gesellschaft                             | R |
|      | Schneeheide-Kiefern-Wälder | Schneeheide-Latschen-Gebüche | VRB  | Schneeheide-Latschen-Gebüche                 | Erico-Pinion mugo Leibundgut 1948 nom. invers. propos.                      |   |
|      | Schneeheide-Kiefern-Wälder | Schneeheide-Latschen-Gebüche | ASS  | Wimperalpenrosen-Latschen-Gebüsch            | Rhododendro hirsuti-Pinetum mugo Br.-Bl. et al. 1939 nom. invers. propos.   | * |

## Heidekraut-Kiefern- und Fichten-Nadelwälder
| Bild | Ordnung                | Verband                          | Rang | Deutscher Name                                              | wissenschaftlicher Name                                                                    | G |
| ---- | ---------------------- | -------------------------------- | ---- | ----------------------------------------------------------- | ------------------------------------------------------------------------------------------ | - |
|      | Kiefern-Fichten-Wälder |                                  | ORD  | Kiefern-Fichten-Wälder                                      | Piceetalia Pawlowski in Pawlowski et al. 1928                                              |   |
|      | Kiefern-Fichten-Wälder | Gabelzahnmoos-Kiefern-Wälder     | VRB  | Gabelzahnmoos-Kiefern-Wälder                                | Dicrano-Pinion (Libbert 1932) Matuszkiewicz 1962                                           |   |
|      | Kiefern-Fichten-Wälder | Gabelzahnmoos-Kiefern-Wälder     | ASS  | Haarstrang-Kiefern-Trockenwald                              | Peucedano-Pinetum Matuszkiewicz 1962                                                       | 2 |
|      | Kiefern-Fichten-Wälder | Gabelzahnmoos-Kiefern-Wälder     | ASS  | Krähenbeeren-Kiefern-Trockenwald                            | Empetro nigri-Pinetum Libbert 1940 nom. invers. propos.                                    | 2 |
|      | Kiefern-Fichten-Wälder | Gabelzahnmoos-Kiefern-Wälder     | ASS  | Habichtskraut-Kiefern-Wald                                  | Hieracio schmidtii-Pinetum Stöcker 1965                                                    | R |
|      | Kiefern-Fichten-Wälder | Gabelzahnmoos-Kiefern-Wälder     | ASS  | Weißmoos-Kiefern-Wald                                       | Leucobryo-Pinetum Matuszkiewicz 1962                                                       | 3 |
|      | Kiefern-Fichten-Wälder | Gabelzahnmoos-Kiefern-Wälder     | ASS  | Flechten-Kiefern-Wald                                       | Cladonio-Pinetum Juraszek 1927                                                             | 1 |
|      | Kiefern-Fichten-Wälder | Gabelzahnmoos-Kiefern-Wälder     | ASS  | Drahtschmielen-Kiefern-Wald                                 | Deschampsia flexuosa-Pinus sylvestris-Gesellschaft                                         | * |
|      | Kiefern-Fichten-Wälder | Gabelzahnmoos-Kiefern-Wälder     | ASS  | Karpatenbirken-Ebereschen-Blockwald                         | Betula pubescens-Sorbus aucuparia-Gesellschaft                                             | R |
|      | Kiefern-Fichten-Wälder | Mitteleuropäische Fichten-Wälder | VRB  | Mitteleuropäische Fichten-Wälder                            | Piceion abietis Pawlowski in Pawlowski et al. 1928                                         |   |
|      | Kiefern-Fichten-Wälder | Mitteleuropäische Fichten-Wälder | ASS  | Hainsimsen-Fichten-Tannen-Wald oder Hainsimsen-Tannenwald   | Luzulo nemorosae-Abietetum Oberd. 1957 nom. conserv. propos.                               | 3 |
|      | Kiefern-Fichten-Wälder | Mitteleuropäische Fichten-Wälder | ASS  | Karpatenbirken-Fichten-Blockwald                            | Betula carpatica-Picea abies-Gesellschaft                                                  | R |
|      | Kiefern-Fichten-Wälder | Mitteleuropäische Fichten-Wälder | ASS  | Preiselbeer-Fichten-Tannen-Wald oder Preiselbeer-Tannenwald | Vaccinio-Abietetum Oberd. 1957                                                             | 3 |
|      | Kiefern-Fichten-Wälder | Mitteleuropäische Fichten-Wälder | ASS  | Peitschenmoos-Fichten-Wald                                  | Bazzanio-Piceetum Br.-Bl. et Sissingh in Br.-Bl. et al. 1939                               | * |
|      | Kiefern-Fichten-Wälder | Mitteleuropäische Fichten-Wälder | ASS  | Wollreitgras-Fichten-Wald                                   | Calamagrostio villosae-Piceetum (Tx. 1937) Hartmann et Schlüter 1966 nom. conserv. propos. | 3 |
|      | Kiefern-Fichten-Wälder | Mitteleuropäische Fichten-Wälder | ASS  | Alpenlattich-Fichten-Wald                                   | Homogyno-Piceetum Zukrigl 1973 nom. conserv. propos.                                       | * |
|      | Kiefern-Fichten-Wälder | Mitteleuropäische Fichten-Wälder | ASS  | Alpendost-Fichten-Wald                                      | Adenostylo glabrae-Piceetum M. Wraber ex Zukrigl 1973                                      | * |
|      | Kiefern-Fichten-Wälder | Mitteleuropäische Fichten-Wälder | ASS  | Streifenfarn-Fichten-Wald                                   | Asplenio-Piceetum Kuoch 1954                                                               | * |
|      | Kiefern-Fichten-Wälder | Mitteleuropäische Fichten-Wälder | ASS  | Lärchen-Arven-Wald                                          | Vaccinio-Pinetum cembrae (Pallmann et Haffter 1933) Oberd. 1962                            | R |

## Sumpfheidelbeeren-Moorbirken-Moorwälder
| Bild | Ordnung                                 | Verband                            | Rang | Deutscher Name                          | wissenschaftlicher Name                                          | G |
| ---- | --------------------------------------- | ---------------------------------- | ---- | --------------------------------------- | ---------------------------------------------------------------- | - |
|      |                                         |                                    | ASS  | Pfeifengras-Moorbirken-Wald             | Molinia caerulea-Betula pubescens-Gesellschaft                   | * |
|      | Sumpfheidelbeeren-Moorbirken-Moorwälder |                                    | ORD  | Sumpfheidelbeeren-Moorbirken-Moorwälder | Vaccinio uliginosi-Pinetalia sylvestris Passarge et Hofmann 1968 |   |
|      | Sumpfheidelbeeren-Moorbirken-Moorwälder | Moorbirken-Wälder                  | VRB  | Moorbirken-Wälder                       | Betulion pubescentis Lohmeyer et Tx. ex Scamoni et Passarge 1959 |   |
|      | Sumpfheidelbeeren-Moorbirken-Moorwälder | Moorbirken-Wälder                  | ASS  | Sumpfheidelbeeren-Moorbirken-Moorwald   | Vaccinio uliginosi-Betuletum pubescentis Libbert 1933            | 3 |
|      | Fadenseggen-Waldkiefern-Moorwälder      |                                    | ORD  | Fadenseggen-Waldkiefern-Moorwälder      | Carici lasiocarpae-Pinetalia sylvestris Wagner nom. prov.        |   |
|      | Fadenseggen-Waldkiefern-Moorwälder      | Fadenseggen-Waldkiefern-Moorwälder | VRB  | Fadenseggen-Waldkiefern-Moorwälder      | Carici lasiocarpae-Pinion sylvestris Wagner nom. prov.           |   |
|      | Fadenseggen-Waldkiefern-Moorwälder      | Fadenseggen-Waldkiefern-Moorwälder | ASS  | Fadenseggen-Moorkiefern-Wald            | Carex lasiocarpa-Pinus rotundata-Gesellschaft                    | 2 |
|      | Fadenseggen-Waldkiefern-Moorwälder      | Fadenseggen-Waldkiefern-Moorwälder | ASS  | Kreuzdorn-Karpatenbirken-Wald           | Rhamnus cathartica-Betula carpatica-Gesellschaft                 | 2 |
|      | Fadenseggen-Waldkiefern-Moorwälder      | Fadenseggen-Waldkiefern-Moorwälder | ASS  | Braunseggen-Moorbirken-Wald             | Carex fusca-Betula pubescens-Gesellschaft                        | 1 |

## Eurosibirische Eichen-Buchen-Fallaubwälder
| Bild                                                 | Ordnung                                   | Verband                                 | Rang | Deutscher Name                                                                | wissenschaftlicher Name                                                                | G |
| ---------------------------------------------------- | ----------------------------------------- | --------------------------------------- | ---- | ----------------------------------------------------------------------------- | -------------------------------------------------------------------------------------- | - |
|                                                      | Bodensaure Eichen- und Buchen-Mischwälder |                                         | ORD  | Bodensaure Eichen- und Buchen-Mischwälder                                     | Quercetalia roboris Tx. 1931                                                           |   |
|                                                      | Bodensaure Eichen- und Buchen-Mischwälder | Temperate bodensaure Eichen-Mischwälder | VRB  | Temperate bodensaure Eichen-Mischwälder                                       | Quercion roboris Malcuit 1929                                                          |   |
| Birken-Eichenwald, Zwiesel                           | Bodensaure Eichen- und Buchen-Mischwälder | Temperate bodensaure Eichen-Mischwälder | ASS  | (Atlantischer und) subatlantischer Hängebirken-Stieleichen-Wald               | Betulo pendulae-Quercetum roboris Tx. 1930 nom. invers. propos.                        | 2 |
|                                                      | Bodensaure Eichen- und Buchen-Mischwälder | Temperate bodensaure Eichen-Mischwälder | ASS  | Atlantisch-subatlantischer artenarmer Drahtschmielen-Stieleichen-Wald         | Deschampsio flexuosae-Quercetum roboris Passarge 1966                                  | 2 |
|                                                      | Bodensaure Eichen- und Buchen-Mischwälder | Temperate bodensaure Eichen-Mischwälder | ASS  | Süd-subatlantischer und süd-zentraleuropäischer Hainsimsen-Traubeneichen-Wald | Luzulo-Quercetum petraeae Hilitzer 1932 nom. invers. propos.                           | 3 |
|                                                      | Bodensaure Eichen- und Buchen-Mischwälder | Temperate bodensaure Eichen-Mischwälder | ASS  | Zentraleuropäischer Waldreitgras-Trauben- (und Stiel-)eichen-Wald             | Calamagrostio arundinaceae-Quercetum petraeae (Hartmann 1934) Scamoni et Passarge 1959 | 2 |
| Hainsimsen-Buchenwald (Luzulo-Fagenion) in Wuppertal | Bodensaure Eichen- und Buchen-Mischwälder | Bodensaure Hainsimsen-Buchen-Wälder     | VRB  | Bodensaure Hainsimsen-Buchen-Wälder                                           | Luzulo-Fagion Lohmeyer et Tx. in Tx. 1954                                              |   |
|                                                      | Bodensaure Eichen- und Buchen-Mischwälder | Bodensaure Hainsimsen-Buchen-Wälder     | ASS  | Bodensaurer Hainsimsen-Buchen-Wald                                            | Luzulo-Fagetum Meusel 1937                                                             | 3 |
|                                                      | Bodensaure Eichen- und Buchen-Mischwälder | Bodensaure Hainsimsen-Buchen-Wälder     | ASS  | Reitgras-Fichten-Buchen-Wald                                                  | Calamagrostio villosae-Fagetum Mikyska 1972                                            | 3 |
|                                                      | Flaumeichen-Mischwälder                   |                                         | ORD  | Flaumeichen-Mischwälder                                                       | Quercetalia pubescentis Klika 1933                                                     |   |
|                                                      | Flaumeichen-Mischwälder                   | Flaumeichen-Mischwälder                 | VRB  | Flaumeichen-Mischwälder                                                       | Quercion pubescenti-petraeae Br.-Bl. 1932 nom. mutat. propos.                          |   |
|                                                      | Flaumeichen-Mischwälder                   | Flaumeichen-Mischwälder                 | ASS  | Flaumeichen-Mischwald                                                         | Quercetum pubescenti-petraeae Imchenetzky 1926 nom. invers. propos.                    | 3 |
|                                                      | Flaumeichen-Mischwälder                   | Flaumeichen-Mischwälder                 | ASS  | Felsenahorn-Traubeneichen-Mischwald                                           | Aceri monspessulani-Quercetum petraeae Oberd. 1957                                     | 3 |
|                                                      | Flaumeichen-Mischwälder                   | Flaumeichen-Mischwälder                 | ASS  | Weißfingerkraut-Traubeneichen-Wald                                            | Potentillo albae-Quercetum petraeae Libbert 1933                                       | 2 |
|                                                      | Mesophytische Buchen- und Laubmischwälder |                                         | ORD  | Mesophytische Buchen- und Laubmischwälder                                     | Fagetalia sylvaticae Pawlowski in Pawlowski et al. 1928                                |   |
|                                                      | Mesophytische Buchen- und Laubmischwälder | Erlen-Ulmen-Hartholzauenwälder          | VRB  | Erlen-Ulmen-Hartholzauenwälder                                                | Alno-Ulmion minoris Br.-Bl. et Tx. ex Tchou 1948 / 1949 nom. conserv. propos.          |   |
|                                                      | Mesophytische Buchen- und Laubmischwälder | Erlen-Ulmen-Hartholzauenwälder          | ASS  | Grauerlen-Auenwald                                                            | Alnetum incanae Lüdi 1921                                                              | 3 |
|                                                      | Mesophytische Buchen- und Laubmischwälder | Erlen-Ulmen-Hartholzauenwälder          | ASS  | Hainmieren-Schwarzerlen-Wald                                                  | Stellario nemorum-Alnetum glutinosae Lohmeyer 1957                                     | 3 |
|                                                      | Mesophytische Buchen- und Laubmischwälder | Erlen-Ulmen-Hartholzauenwälder          | ASS  | Traubenkirschen-Eschen-Auenwald                                               | Pruno-Fraxinetum Oberd. 1953                                                           | 3 |
|                                                      | Mesophytische Buchen- und Laubmischwälder | Erlen-Ulmen-Hartholzauenwälder          | ASS  | Winkelseggen-Erlen-Eschen-Wald                                                | Carici remotae-Fraxinetum W. Koch 1926 ex Faber 1937                                   | 3 |
|                                                      | Mesophytische Buchen- und Laubmischwälder | Erlen-Ulmen-Hartholzauenwälder          | ASS  | Eichen-Ulmen-Auenwald                                                         | Querco-Ulmetum Issler 1924                                                             | 1 |
|                                                      | Mesophytische Buchen- und Laubmischwälder | Eichen-Hainbuchen-Wälder                | VRB  | Eichen-Hainbuchen-Wälder                                                      | Carpinion betuli Issler 1931                                                           |   |
|                                                      | Mesophytische Buchen- und Laubmischwälder | Eichen-Hainbuchen-Wälder                | ASS  | Sternmieren-Eichen-Hainbuchen-Wald                                            | Stellario holosteae-Carpinetum betuli Oberd. 1957                                      | 3 |
|                                                      | Mesophytische Buchen- und Laubmischwälder | Eichen-Hainbuchen-Wälder                | ASS  | Waldlabkraut-Eichen-Hainbuchen-Wald                                           | Galio sylvatici-Carpinetum Oberd. 1957                                                 | 3 |
|                                                      | Mesophytische Buchen- und Laubmischwälder | Linden-Ahorn-Hang- und Schluchtwälder   | VRB  | Linden-Ahorn-Hang- und Schluchtwälder                                         | Tilio platyphylli-Acerion pseudoplatani Klika 1955                                     |   |
|                                                      | Mesophytische Buchen- und Laubmischwälder | Linden-Ahorn-Hang- und Schluchtwälder   | ASS  | Spitzahorn-Sommerlinden-Wald                                                  | Aceri-Tilietum platyphylli Faber 1936 nom. conserv. propos.                            | V |
|                                                      | Mesophytische Buchen- und Laubmischwälder | Linden-Ahorn-Hang- und Schluchtwälder   | ASS  | Sommerlinden-Bergulmen-Bergahorn-Wald                                         | Fraxino-Aceretum W. Koch ex Tx. 1937                                                   | * |
|                                                      | Mesophytische Buchen- und Laubmischwälder | Linden-Ahorn-Hang- und Schluchtwälder   | ASS  | Moschuskraut-Bergahorn-Eschen-Wald                                            | Adoxo-Aceretum Passarge 1960 nom. conserv. propos.                                     | * |
| Rotbuchenwald                                        | Mesophytische Buchen- und Laubmischwälder | Rotbuchen-Wälder                        | VRB  | Rotbuchen-Wälder                                                              | Fagion sylvaticae Luquet 1926                                                          |   |
|                                                      | Mesophytische Buchen- und Laubmischwälder | Rotbuchen-Wälder                        | ASS  | Waldmeister-Buchen-Wald                                                       | Galio odorati-Fagetum Sougnez et Thill 1959 nom. conserv. propos.                      | * |
|                                                      | Mesophytische Buchen- und Laubmischwälder | Rotbuchen-Wälder                        | ASS  | Waldgersten-Buchen-Wald                                                       | Hordelymo-Fagetum Kuhn 1937                                                            | * |
|                                                      | Mesophytische Buchen- und Laubmischwälder | Rotbuchen-Wälder                        | ASS  | Hainlattich-Tannen-Buchen-Mischwald                                           | Aposerido-Fagetum Oberd. 1950 ex Oberd. 1957                                           | * |
|                                                      | Mesophytische Buchen- und Laubmischwälder | Rotbuchen-Wälder                        | ASS  | Rundblattlabkraut-Tannen-Wald                                                 | Galio rotundifolii-Abietetum Wraber (1955) 1959 nom. conserv. propos.                  | 3 |
|                                                      | Mesophytische Buchen- und Laubmischwälder | Rotbuchen-Wälder                        | ASS  | Alpendost-Tannen-Wald                                                         | Adenostylo glabrae-Abietetum H. Mayer et A. Hofmann 1969                               | 3 |
|                                                      | Mesophytische Buchen- und Laubmischwälder | Rotbuchen-Wälder                        | ASS  | Wintergrün-Tannen-Wald                                                        | Pyrolo-Abietetum Oberd. 1957                                                           | 3 |
|                                                      | Mesophytische Buchen- und Laubmischwälder | Rotbuchen-Wälder                        | ASS  | Seggen-Buchen-Wald                                                            | Carici-Fagetum Moor 1952                                                               | 3 |
|                                                      | Mesophytische Buchen- und Laubmischwälder | Rotbuchen-Wälder                        | ASS  | Blaugras-Buchenwald der Hochlagen                                             | Seslerio-Fagetum Moor 1952                                                             | * |